# Източноирански планини
Източноиранските планини са система от планини във вътрешните райони на обширната Иранска планинска земя, в Източен Иран. Простират се от север на юг приблизително на 1000 km. На север пустинята-солончак Кевире Немек ги отделя от Нишапурските планини, а на югоизток в района на ирано-пакистанската граница се свързват с Мекранските планини. На северозапад, запад и изток склоновете им постепенно потъват съответно в пустините Деще Кевир, Деще Лут и Регистан. Източноиранските планини включват хребета Ешдегеркух (2839 m) на северозапад, планините Кайен (2886 m) на изток и платото Серхед (угасналия вулкан Тефтан 4042 m) на югоизток. Изградени са основно от седиментни скали, гранитоиди и лави с мезозойска и кайнозойска възраст. Билните им части са предимно заравнени. Климатът е сух, субтропичен. Покрити са със степна и храстова полупустинна растителност от фриганоиден тип, а на места се срещат малки участъци заети от ксерофити. Почти по цялото им протежение преминава голям участък от източноиранската автомагистрала от Мешхед на север за Захедан на юг.